# LP (album av Mother)
LP är ett musikalbum av musikprojektet Mother från 2008.
All text och musik av Per Forsgren förutom The Green Field, trad.arr./Per Forsgren. Arrangemang av Per Forsgren, Tom Van Heesch och musikerna på resp. låt. Inspelning och mixning Tom Van Heesch. Producerad av Tom Van Heesch och Per Forsgren. Skivnumret är Mother MOLP-1.

## Låtlista
1. Love Will Find a Way (vokalister Freddie Wadling och Lizzie Zachrisson Hellner)
2. Pink Paper Cup (vokalist Verner Westlund)
3. This Time I Won't Go Wrong (vokalist Freddie Wadling)
4. Father (vokalist Per Forsgren)
5. The Green Field (vokalist Lizzie Zachrisson Hellner)
6. He Left Me Standing (vokalist Karin Wistrand)
7. Rain (vokalist Freddie Wadling)
8. Blue Eyes (vokalist Verner Westlund)
9. Still Love You (vokalist Freddie Wadling)
10. Mother (vokalist Per Forsgren)
11. This Day (vokalist Monica Törnell)
12. Hangin on (vokalister Verner Westlund och Karin Wistrand)
13. To Late to Say Goodbye (vokalist Monica Törnell)
14. Carried Away (vokalist Lizzie Zachrisson Hellner)

## Medverkande musiker
- Trummor - Christer "Muttis" Björklund, Pelle Alsing
- Bas - Ulf "Rockis" Ivarsson, Staffan Ljusberg
- Gitarrer - Mats Burman, Per Forsgren, Staffan Astner, Robert Öberg, Per Karlsson
- Viola - Örjan Högberg
- Cello - Mattias Helldén
- Fioler - Lisa Rydberg och Björn Ståbi
- Harmonica - Verner Westlund
- Percussion/marimba/vibrafon - Michael Blair
- Piano - Björn Hillman, Göran Schultz
- Keyboard och wurlitzer - Björn Hillman
- Horn - Per-Åke Holmander